# Small Island
Small Island is een tweedelige Britse miniserie uit 2009, gebaseerd op de gelijknamige roman uit 2004 van Andrea Levy. In de dramaserie spelen Naomie Harris en Ruth Wilson de hoofdrolspelers van de respectievelijke vrouwelijke protagonisten Hortense Roberts en Queenie Bligh, twee vrouwen die worstelen om hun persoonlijke ambities en dromen waar te maken te midden van de chaos van de Tweede Wereldoorlog in Londen en Jamaica. De miniserie ging in première op 6 december 2009 op BBC One.

## Verhaal
Het verhaal brengt een epische romance tussen twee koppels. De eerste is Gilbert en Hortense, Jamaicanen die in de periode van de Tweede Wereldoorlog leven, toen op openbare plaatsen borden hingen met de woorden: "Ierse, gekleurde mensen of honden zijn niet toegestaan". Hoewel Gilbert het juiste niet kan zeggen of doen, is Hortense een ambitieuze jonge vrouw die ervan droomt Engels te worden. Ze worden huurders van Queenie en haar man Bernard. Ze is de dochter van een slager en ontsnapte aan de armoede door te trouwen met een bankier.

## Rolverdeling
| Acteur               | Personage        |
| -------------------- | ---------------- |
| Naomie Harris        | Hortense Roberts |
| Ruth Wilson          | Queenie Bligh    |
| David Oyelowo        | Gilbert Joseph   |
| Benedict Cumberbatch | Bernard Bligh    |
| Ashley Walters       | Michael Roberts  |

## Prijzen en nominaties
Small Island won 5 prijzen en ontving 8 nominaties, waarvan de belangrijkste:
| Jaar | Prijs                    | Categorie                                                | Ontvangstnemer(s)                                         | Uitslag     |
| ---- | ------------------------ | -------------------------------------------------------- | --------------------------------------------------------- | ----------- |
| 2010 | BAFTA Awards             | Beste dramaserie                                         | Paula Milne, Alison Owen, Vicky Licorish & John Alexander | Genomineerd |
| 2010 | BAFTA Awards             | Beste acteur                                             | David Oyelowo                                             | Genomineerd |
| 2010 | BAFTA Awards             | Beste mannelijke bijrol                                  | Benedict Cumberbatch                                      | Genomineerd |
| 2010 | BAFTA Awards             | Beste originele televisiemuziek                          | Martin Phipps                                             | Gewonnen    |
| 2010 | BAFTA Awards             | Beste fotografie en verlichting (fictie / entertainment) | Tony Miller                                               | Genomineerd |
| 2010 | International Emmy Award | Tv-film / miniserie                                      | Ruby Films                                                | Gewonnen    |
| 2010 | Satellite Awards         | Beste miniserie                                          | Beste miniserie                                           | Genomineerd |
| 2010 | Satellite Awards         | Beste actrice in een televisiefilm of miniserie          | Naomie Harris                                             | Genomineerd |